# Megacyllene nevermanni
Megacyllene nevermanni es una especie de escarabajo longicornio del género Megacyllene, tribu Clytini, subfamilia Cerambycinae. Fue descrita científicamente por Martins y Galileo en 2008.

## Descripción
Mide 10,6-14,9 milímetros de longitud.

## Distribución
Se distribuye por Costa Rica.